# Triak

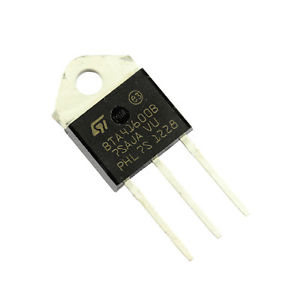
Triak BTA41-600B

Triak (z anglického triode alternating current switch = triodový spínač střídavého proudu) je polovodičový spínací prvek schopný vést elektrický proud oběma směry.
Vlastnosti triaku přibližně odpovídají vlastnostem dvou antiparalelně zapojených tyristorů, u kterých jsou řídicí elektrody propojeny v jednu (ovšem A1 a A2 nelze zaměnit), každý tyristor pro jednu půlvlnu napětí. Triaky jsou konstruovány pro běžná napětí v rozvodných sítích až po kilovolty a pro proudy do několika (desítek) ampérů.
Typické použití je v regulaci domácího osvětlení, otáček praček, vrtaček a podobných nízkovýkonových elektrických spotřebičů. Hlavní výhodou je jednoduché zapojení do elektrických obvodů.

Schematická značka triaku

## Popis funkce

### Sepnutí
- Na hlavních elektrodách musí být dostatečně velké napětí.
- Do řídicí elektrody musí být přiveden proudový impuls o hodnotě vyšší, než je proud spínací (obvykle 5-50 mA).

Schéma antiparalelního zapojení tyristorů

### Rozepnutí
- Triak je sepnutý a vede tak dlouho, dokud se velikost protékajícího proudu nesníží pod hodnotu vratného proudu (tj. do okolí nuly).
- Uzavírání triaku nastane při poklesu proudu pod hodnotu vratného proudu, a to při jakémkoliv proudu řídicí elektrody.
- Pokud triakem neprotéká žádný proud a hodnota proudu na řídicí elektrodě je nižší než hodnota spínacího proudu, triak se ihned uzavře (rozepne).

## Triaková regulace výkonu
Při regulaci výkonu triakem nedochází k regulaci výstupního napětí způsobem, jakým tomu je například u variaku. Nedochází zde k transformaci napětí, ale k „osekávání“ sinusové vlny. Z toho důvodu je triak nevhodný jako náhrada transformátoru pro laboratorní zdroje či jiné přístroje, kde bude docházet k usměrňování na stejnosměrný proud, jelikož výstup z triaku nelze dobře vyhladit a navíc obsahuje napěťové (i proudové) špičky původní vlny - v určitý moment je na výstupu z triaku stále maximální amplituda původní vlny. Proto je také regulace výkonu vhodnější název než regulace napětí.

### Zjednodušené schéma regulace
1. Kondenzátor se postupně nabíjí přes potenciometr, kterým lze regulovat rychlost tohoto nabíjení.
2. Jakmile dosáhne napětí na kondenzátoru hodnoty spínacího napětí diaku, začne diak propouštět proud do řídící elektrody triaku.
3. Příchodem proudu do řídící elektrody triak sepne a je sepnutý, dokud půlvlna neklesne do okolí nuly - potom se celý proces opakuje.Zjednodušené schéma triakové regulace

Pokud klade potenciometr (téměř) nulový odpor, kondenzátor se nabije téměř okamžitě a dojde k okamžitému sepnutí diaku a následně i triaku, takže výstupní vlna je kompletní - stejná, jako vstupní. Pokud potenciometr klade maximální odpor, kondenzátor se nabije na spínací napětí ke konci půlvlny, nebo to ani nestihne, proto může být na výstupu regulace téměř nulové napětí - vše záleží na zvolených parametrech kondenzátoru, potenciometru a diaku.